# Подмаренник топяной
Подмаре́нник топяно́й (лат. Gálium uliginósum) — небольшое болотное многолетнее травянистое растение с цепким стеблем и мелкими белыми цветками; вид рода Подмаренник семейства Мареновые (Rubiaceae).

## Ботаническое описание
Многолетник с ветвистым ребристым полегающим или восходящим стеблем до 70—100 см длиной, по рёбрам с книзу направленными шипиками, отчего несколько цепкими. Корневище тонкое, ползучее.
Листья в мутовках по 6 (иногда по 5—8), до 2—2,5 см длиной и 2—3(4,5) мм шириной, узкообратноланцетные, на верхушки с заметным остриём, к основанию постепенно суженные, по краям и по жилке снизу с частыми мелкими шипиками. Листья в соцветии по два, самые верхние — одиночные, мелкие.
Соцветия верхушечные и пазушные, метёльчатые, собранные из полузонтиков, состоящих из 6—9 цветков. Цветоножки цепкие. Цветки белые, венчик с короткой широкой трубкой, с 4 острыми лопастями.
Мерикарпии мелкобугорчатые, 1 × 1,5—2 мм, иногда развивается только один из них.

## Распространение и экология
Широко распространённое в Европе растение, на востоке заходящее в Сибирь и Монголию. Встречается по краям болот, на сырых лугах, по берегам водоёмов.

## Классификация

### Таксономия
- Galium uliginosum L., 1753, Sp. Pl. : 106

Вид Подмаренник топяной включается в род Подмаренник (Galium) семейства Мареновые (Rubiaceae) порядка Горечавкоцветные (Gentianales), последовательно входящего в более крупные клады Ламииды → Астериды → Суперастериды → Эвдикоты → Цветковые растения. Таксономическая схема в соответствии с Системой APG IV по состоянию на июнь 2024 года:
|  |                          |  |                                   |                                   |                     |  | еще 4 семейства | еще 4 семейства |                         |  |  |  | еще 671 подтвержденный вид и 66 видов, ожидающих подтверждения |
|  |                          |  |                                   |                                   |                     |  | еще 4 семейства | еще 4 семейства |                         |  |  |  | еще 671 подтвержденный вид и 66 видов, ожидающих подтверждения |
|  |                          |  |                                   | порядок Горечавкоцветные          |                     |  |                 |                 | род Подмаренник         |  |  |  |                                                                |
|  |                          |  |                                   | порядок Горечавкоцветные          |                     |  |                 |                 | род Подмаренник         |  |  |  |                                                                |
|  | клада Цветковые растения |  |                                   |                                   | семейство Мареновые |  |                 |                 | вид Подмаренник топяной |  |  |  |                                                                |
|  | клада Цветковые растения |  |                                   |                                   | семейство Мареновые |  |                 |                 |                         |  |  |  |                                                                |
|  |                          |  | ещё 63 порядка цветковых растений | ещё 63 порядка цветковых растений |                     |  |                 | еще 611 родов   | еще 611 родов           |  |  |  |                                                                |
|  |                          |  |                                   | ещё 63 порядка цветковых растений |                     |  |                 |                 | еще 611 родов           |  |  |  |                                                                |

### Синонимы
- Galium albolutescens Gilib.
- Galium aquaticum Willd.
- Galium grandiflorum Gilib.
- Galium hirsutum Gilib.
- Galium langei Sennen
- Galium minus Gilib.
- Galium palustre var. uliginosum (L.) Fiori
- Galium spinulosum Mérat
- Galium spurium Spreng.
- Galium sylvaticum subsp. supinum Arcang.
- Galium uliginosum subvar. rubriflorum (Arv.-Touv.) Rouy
- Galium uliginosum var. ericetorum H.Post
- Galium uliginosum var. genuinum Rouy
- Galium uliginosum var. hirsutum Tinant
- Galium uliginosum var. meratianum Rouy
- Galium uliginosum var. minus Wimm. & Grab.
- Galium uliginosum var. nanum Gaudin
- Galium uliginosum var. rubriflorum Arv.-Touv.